# Lillapphålan
Lillapphålan är en sjö i Krokoms kommun i Jämtland och ingår i Indalsälvens huvudavrinningsområde. Lillapphålan ligger i Gråberget-Hotagsfjällen Natura 2000-område.